# IC 2309
IC 2309 ist eine Spiralgalaxie vom Hubble-Typ S im Sternbild Krebs auf der Ekliptik. Sie ist schätzungsweise 510 Millionen Lichtjahre von der Milchstraße entfernt.
Entdeckt wurde das Objekt am 13. Februar 1901 von Max Wolf.